# Communauté d'agglomération Arlysère
La communauté d'agglomération Arlysère est une intercommunalité française située dans le département de la Savoie en région Auvergne-Rhône-Alpes.

## Historique
Dans le cadre des dispositions de la loi portant nouvelle organisation territoriale de la République du 7 août 2015, qui prévoit que les établissements publics de coopération intercommunale (EPCI) à fiscalité propre doivent normalement avoir un minimum de 15 000 habitants, les quatre intercommunalités : 

- communauté de communes du Beaufortain (CCB) ;

- communauté de communes du Val d'Arly (Com'Arly) ; 

- communauté de communes de la région d'Albertville (Co.RAL) ;

- communauté de communes de la Haute Combe de Savoie (CCHCS) ;

fusionnent pour former,  le 1er janvier 2017, la communauté d'agglomération Arlysère,.
Selon le schéma départemental de coopération intercommunale (SDCI) adopté par le préfet de Savoie le 29 mars 2016, cette fusion permet la constitution d'une intercommunalité organisée autour des bassins de vie d'Albertville et d'Ugine, même si le territoire de la Com'Arly était partagé entre les bassins de vie de Sallanches et d'Ugine, et fait suite à des démarches de coopération volontaires engagées depuis 2012 (création d'un syndicat mixte d'études Arlysère et d'un SIVU chargé du portage du
SCOT, puis la création d'un pôle d'équilibre territorial et rural (PETR) en 2015.

## Territoire communautaire

### Géographie
Le territoire d'Arlysère s'étend autour de la confluence de l'Isère et de l'Arly et est limitrophe de la Haute-Savoie. C'est une porte d'entrée de la vallée de la Tarentaise, du parc naturel régional des Bauges et du Val d'Arly. Elle est limitrophe avec le département de la Haute-Savoie. Elle se trouve entre les massifs des Bauges, du Beaufortain et la Chaîne des Aravis.

### Composition
En 2024, la communauté d'agglomération est composée des 39 communes suivantes :

| Nom                       | Code Insee | Gentilé          | Superficie (km2) | Population (dernière pop. légale) | Densité (hab./km2) |
| ------------------------- | ---------- | ---------------- | ---------------- | --------------------------------- | ------------------ |
| Albertville (siège)       | 73011      | Albertvillois    | 17,54            | 19 706 (2022)                     | 1 123              |
| Allondaz                  | 73014      | Allondains       | 4,08             | 295 (2022)                        | 72                 |
| La Bâthie                 | 73032      | Bathiolains      | 22,45            | 2 168 (2022)                      | 97                 |
| Beaufort                  | 73034      | Beaufortains     | 149,53           | 1 994 (2022)                      | 13                 |
| Bonvillard                | 73048      | Bonvillarains    | 17,1             | 352 (2022)                        | 21                 |
| Césarches                 | 73061      | Césarchais       | 2,9              | 431 (2022)                        | 149                |
| Cevins                    | 73063      | Cevinois         | 32,66            | 707 (2022)                        | 22                 |
| Cléry                     | 73086      | Clarollains      | 10,9             | 374 (2022)                        | 34                 |
| Cohennoz                  | 73088      | Cohennerains     | 13,78            | 140 (2022)                        | 10                 |
| Crest-Voland              | 73094      | Crest-Volantains | 9,96             | 338 (2022)                        | 34                 |
| Esserts-Blay              | 73110      | Blaychérains     | 15,51            | 758 (2022)                        | 49                 |
| Flumet                    | 73114      | Flumerans        | 17,15            | 798 (2022)                        | 47                 |
| Frontenex                 | 73121      | Frontenexois     | 1,71             | 1 917 (2022)                      | 1 121              |
| La Giettaz                | 73123      | Giettois         | 35,2             | 379 (2022)                        | 11                 |
| Gilly-sur-Isère           | 73124      | Gillerains       | 7,03             | 3 109 (2022)                      | 442                |
| Grésy-sur-Isère           | 73129      | Grésiliens       | 9,02             | 1 197 (2022)                      | 133                |
| Grignon                   | 73130      | Grignolains      | 9,29             | 2 104 (2022)                      | 226                |
| Hauteluce                 | 73132      | Hauteluciens     | 62,39            | 741 (2022)                        | 12                 |
| Marthod                   | 73153      | Martholains      | 14,78            | 1 342 (2022)                      | 91                 |
| Mercury                   | 73154      | Chevronnais      | 22,33            | 3 471 (2022)                      | 155                |
| Montailleur               | 73162      | Montaillorains   | 15,3             | 664 (2022)                        | 43                 |
| Monthion                  | 73170      | Monthionais      | 6,36             | 520 (2022)                        | 82                 |
| Notre-Dame-de-Bellecombe  | 73186      | Bellecombais     | 21,45            | 468 (2022)                        | 22                 |
| Notre-Dame-des-Millières  | 73188      | Milliérains      | 10,35            | 1 000 (2022)                      | 97                 |
| Pallud                    | 73196      | Pallurains       | 5,2              | 792 (2022)                        | 152                |
| Plancherine               | 73202      | Plancherinois    | 6,86             | 462 (2022)                        | 67                 |
| Queige                    | 73211      | Queigerains      | 32,61            | 901 (2022)                        | 28                 |
| Rognaix                   | 73216      | Rognairains      | 8,98             | 487 (2022)                        | 54                 |
| Saint-Nicolas-la-Chapelle | 73262      | Colatains        | 23,63            | 490 (2022)                        | 21                 |
| Saint-Paul-sur-Isère      | 73268      | Saint-Paulains   | 20,93            | 533 (2022)                        | 25                 |
| Saint-Vital               | 73283      | Sanviotains      | 3,6              | 761 (2022)                        | 211                |
| Sainte-Hélène-sur-Isère   | 73241      | Santélènois      | 14,43            | 1 227 (2022)                      | 85                 |
| Thénésol                  | 73292      | Thesolais        | 5,49             | 318 (2022)                        | 58                 |
| Tournon                   | 73297      | Tournonais       | 4,86             | 577 (2022)                        | 119                |
| Tours-en-Savoie           | 73298      | Tourserains      | 15,37            | 905 (2022)                        | 59                 |
| Ugine                     | 73303      | Uginois          | 57,36            | 7 162 (2022)                      | 125                |
| Venthon                   | 73308      | Venthonais       | 2,5              | 607 (2022)                        | 243                |
| Verrens-Arvey             | 73312      | Verroyens        | 10,82            | 958 (2022)                        | 89                 |
| Villard-sur-Doron         | 73317      | Villarains       | 22,21            | 683 (2022)                        | 31                 |

### Démographie
| 1968   | 1975   | 1982   | 1990   | 1999   | 2009   | 2014   | 2020   |
| ------ | ------ | ------ | ------ | ------ | ------ | ------ | ------ |
| 45 022 | 47 261 | 48 659 | 52 129 | 53 558 | 58 982 | 60 101 | 61 677 |

## Administration

### Siège
Le siège de la communauté d'agglomération est situé à Albertville, immeuble l'Arpège, 2 Avenue des Chasseurs Alpins.

### Élus
La communauté de communes est administrée par son conseil communautaire, composé pour la mandature 2020-2026  de 73 conseillers municipaux représentant chacune des  communes membres et répartis de la manière suivante en fonction de leur population :

- 21 délégués pour Albertville ; 

-  7 délégués pour Ugine ; 

-  3 délégués pour Gilly-sur-Isère et  Mercury ; 

-  2 délégués pour La Bâthie, Beaufort, Frontenex et Grignon ; 

- 1 délégué ou son suppléant pour chacune des autres communes.

Au terme des élections municipales de 2020 en Savoie, le conseil communautaire renouvelé a réélu, le 9 juillet 2020, son président, Franck Lombard, Maire d'Ugine, ainsi que ses vice-présidents, qui sont, en 2024, les suivants : 
1. Frédéric Burnier-Framboret, maire d'Albertville, chargé de l’intégration et du pilotage du Plan Climat Air Energie (PCAET), de l’environnement et de la transition énergétique, de l’économie et du tourisme et de la valorisation des déchets ;
2. Christian Raucaz, maire de Verrens-Arvey, chargé des ressources humaines, de l’administration générale, des équipements de proximité et du suivi financier ;
3. François Gaudin, maire de Grésy-sur-Isère, chargé des politiques sociales et notamment de la petite enfance et de l’enfance-jeunesse
4. Emmanuel Huguet, maire de Villard-sur-Doron, chargé de l’agriculture et de la forêt ;
5. André Vairetto, maire de Notre-Dame-des-Millières, chargé de l’habitat et du logement ;
6. Philippe Mollier, maire de Notre-Dame-de-Bellecombe, chargé du tourisme ;
7. Raphaël Thevenon, maire d'Esserts-Blay, chargé de l’eau et l’assainissement, de la GEMAPI, des eaux pluviales et de la sécurité ;
8. Pierre Loubet, maire de Gilly-sur-Isère, chargé de la politique et de la coordination culturelles ;
9. Emmanuel Lombard, chargé des politiques sociales et notamment des personnes âgées, la coordination sanitaire et les gens du voyage ;
10. Hervé Bernaille, maire-adjoint d'Albertville, chargé des nouvelles économies, des économies circulaires et de la Smart Agglo
11. Alain Zoccolo, maire de Mercury, chargé du SCoTet du droit des sols ;
12. Jean-François Brugnon, maire-adjoint d'Albertville, chargé  des mobilités ;
13. Michel Chevallier, élu d'Ugine, chargé de la commande publique ;
14. Fatiha Brikoui-Amal, conseillère municipale déléguée d’Albertville, chargée de la politique de la ville.

Le bureau communautaire pour la période 2020-2026 est constituée du président, des vice-présidents et des 39 maires des communes membres.

### Liste des présidents
| Période | Période                        | Identité       | Étiquette | Qualité |
| ------- | ------------------------------ | -------------- | --------- | --- |
| 2017    | En cours (au 1er février 2024) | Franck Lombard | DVD       | Cadre supérieur Maire d'Ugine (1995 → ), Conseiller général puis départemental d'Ugine (1993 → ) Vice-président du conseil départemental de la Savoie (2015 → ) Réélu pour le mandat 2020-2026 |

### Compétences
L'intercommunalité exerce les compétences qui lui ont été transférées par les communes membres, dans les conditions déterminées par le code général des collectivités territoriales. Il s'agit de : 
- développement économique, zones d’activité, politique locale du commerce et soutien aux activités commerciales d’intérêt communautaire, promotion du tourisme, dont la création d’Offices de tourisme ;
- aménagement de l’espace communautaire : documents d'urbanisme (Schéma de cohérence territoriale (SCoT), plan local d'urbanisme (PLU)  et Carte communale), zones d’aménagement concerté (ZAC) d’intérêt communautaire, organisation de la mobilité ;
- équilibre social de l’habitat : programme local de l'habitat, politique du logement d’intérêt communautaire, actions et aides financières en faveur du logement social d’intérêt communautaire, réserves foncières correspondantes, actions, par des opérations d’intérêt communautaire, en faveur du logement des personnes défavorisées ; amélioration du parc immobilier bâti d’intérêt communautaire ;
- politique de la ville
- gestion des milieux aquatiques et prévention des inondations (GEMAPI) ;
- Aire d'accueil et terrains familiaux des Gens du voyage ;
- collecte et traitement- des ordures ménagères et déchets assimilés ;
- distribution de l'eau potable, assainissement des eaux usées ;
- équipements sportifs et culturels reconnus d'intérêt communautaire : médiathèques d’Albertville et Ugine, écoles de musique et danse d’Albertville et Ugine, piscines de Gilly, d’Ugine, de Beaufort et de Frontenex, plans d’eau et bases de loisirs de Grésy, Grignon et Sainte-Hélène, cinémas Chanteclerc et Dôme, Halle olympique d'Albertville, station-service du Val d’Arly, chenil d’Albertville) ;
- action sociale d'intérêt communautaire ;
- agriculture et forêt (projets de développement agricole et/ou forestier de dimension territorial, soutien à la profession agricole et aux filières agricoles et bois, création et gestion d’une plateforme bois énergie) ;
- sentiers de dimension territoriale destinés à des pratiques de loisirs ou touristiques ;
- protection et mise en valeur de l'environnement (actions de lutte contre la pollution de l’air, les nuisances sonores et soutien aux actions de maîtrise de la demande d’énergie) ;
- politiques territoriales contractuelles ;
- santé (développement et maintien de l’offre de soins :  biens immobiliers destinés à la location à des professionnels de santé, regroupés en Maison de santé, en Pôle de santé, ou destinés à l’être) ;
- voirie d'intérêt communautaire.

### Régime fiscal et budget
La communauté d'agglomération est un établissement public de coopération intercommunale à fiscalité propre.
Afin de financer l'exercice de ses compétences, l'intercommunalité perçoit, comme toutes les communautés d'agglomération, la fiscalité professionnelle unique (FPU) – qui a succédé à la taxe professionnelle unique (TPU) – et assure une péréquation de ressources.
Elle ne reverse pas de dotation de solidarité communautaire (DSC) à ses communes membres.

## Projets et réalisations
Conformément aux dispositions légales, une communauté d'agglomération a pour objet d'associer « au sein d'un espace de solidarité, en vue d'élaborer et conduire ensemble un projet commun de développement urbain et d'aménagement de leur territoire ».